# Новосёлка (Винницкая область)
Новосёлка (укр. Новосілка) — село на Украине, находится в Мурованокуриловецком районе Винницкой области.
Код КОАТУУ — 0522880404. Население по переписи 2001 года составляет 123 человека. Почтовый индекс — 23412. Телефонный код — 4356.
Занимает площадь 0,698 км².

## Адрес местного совета
23412, Винницкая область, Мурованокуриловецкий р-н, с. Бахтин, ул. 40-летия Победы, 22